# Kiepenkerl
Kiepenkerl je moderna skulptura koju je izradio američki likovni umjetnik Jeff Koons. Skulptura je izrađena 1987. godine od lijevanog nehrđajućeg čelika a danas se malazi u umjetničkom muzeju Hirshhorn Museum and Sculpture Garden u Washingtonu. Samo djelo je vlasništvo Institucije Smithsonian koja je otkupila skulpturu 1998. Sama institucija ima kolekciju od preko 136 milijuna svih vrsta umjetničkih djela koja su postavljena u 19 muzeja i devet istraživačkih centara od New Yorka do Paname.